# Park van Vorst
Het Park van Vorst (Frans: Parc de Forest), vroeger ook wel Zuiderpark of Park van Sint-Gillis, is een Brussels park van ongeveer 13 hectare dat gelegen is in de gemeenten Vorst en Sint-Gillis. Het is verbonden met het zuidelijker gelegen Dudenpark door de Lainésquare.

## Geschiedenis
Het park ontstond, zoals vele parken in Brussel, op initiatief van koning Leopold II. Het was wegeninspecteur Victor Besme die in 1875 met de eerste plannen kwam opdraven. Naar deze architect is tevens een langsliggende straat vernoemd, de Besmelaan. In 1890 volgden gewijzigde plannen van de landschapsarchitect Elie Lainé, die zorgde voor een mooi uitzicht op de koepel van het Justitiepaleis.

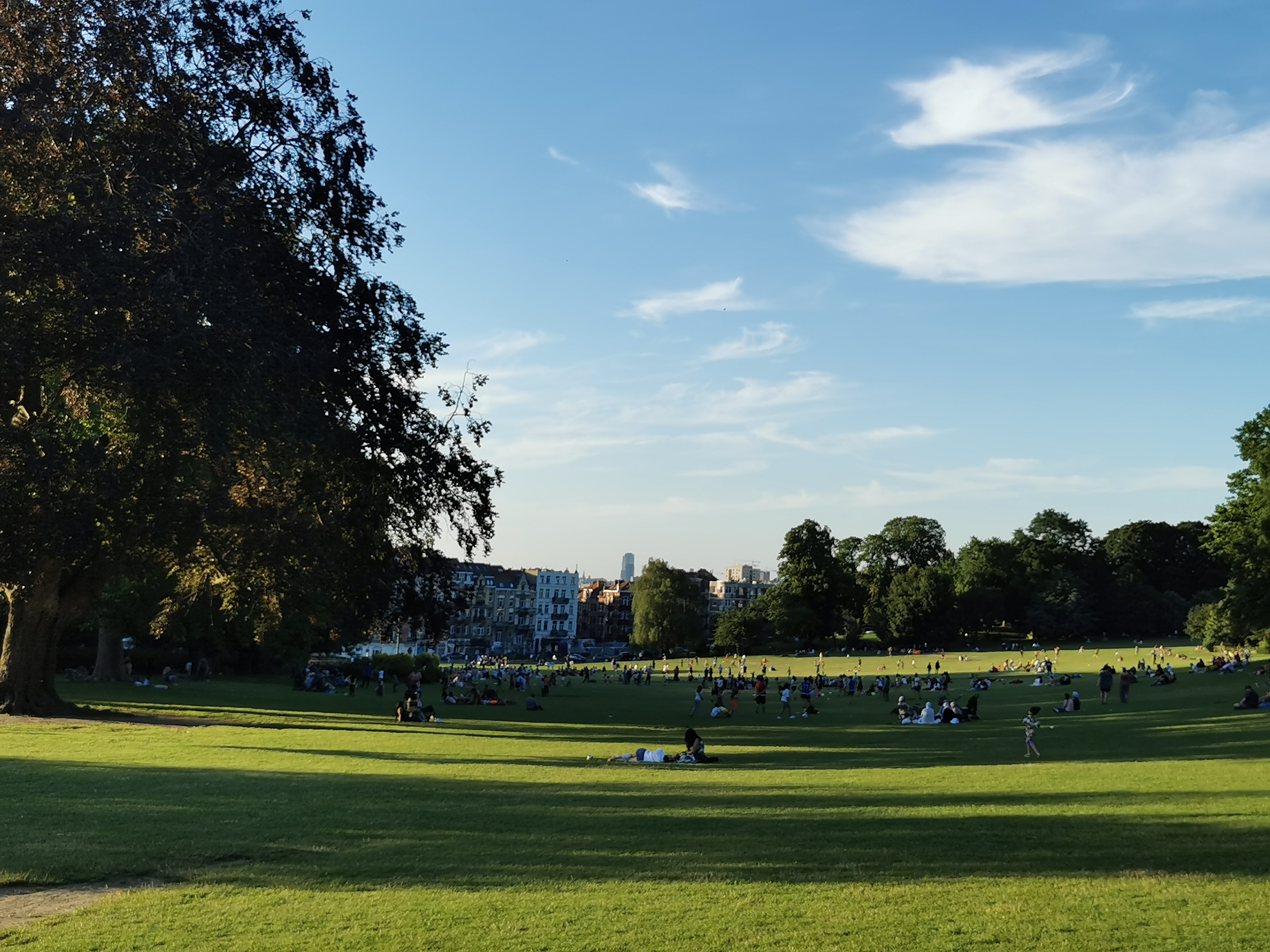
Het park in 2020

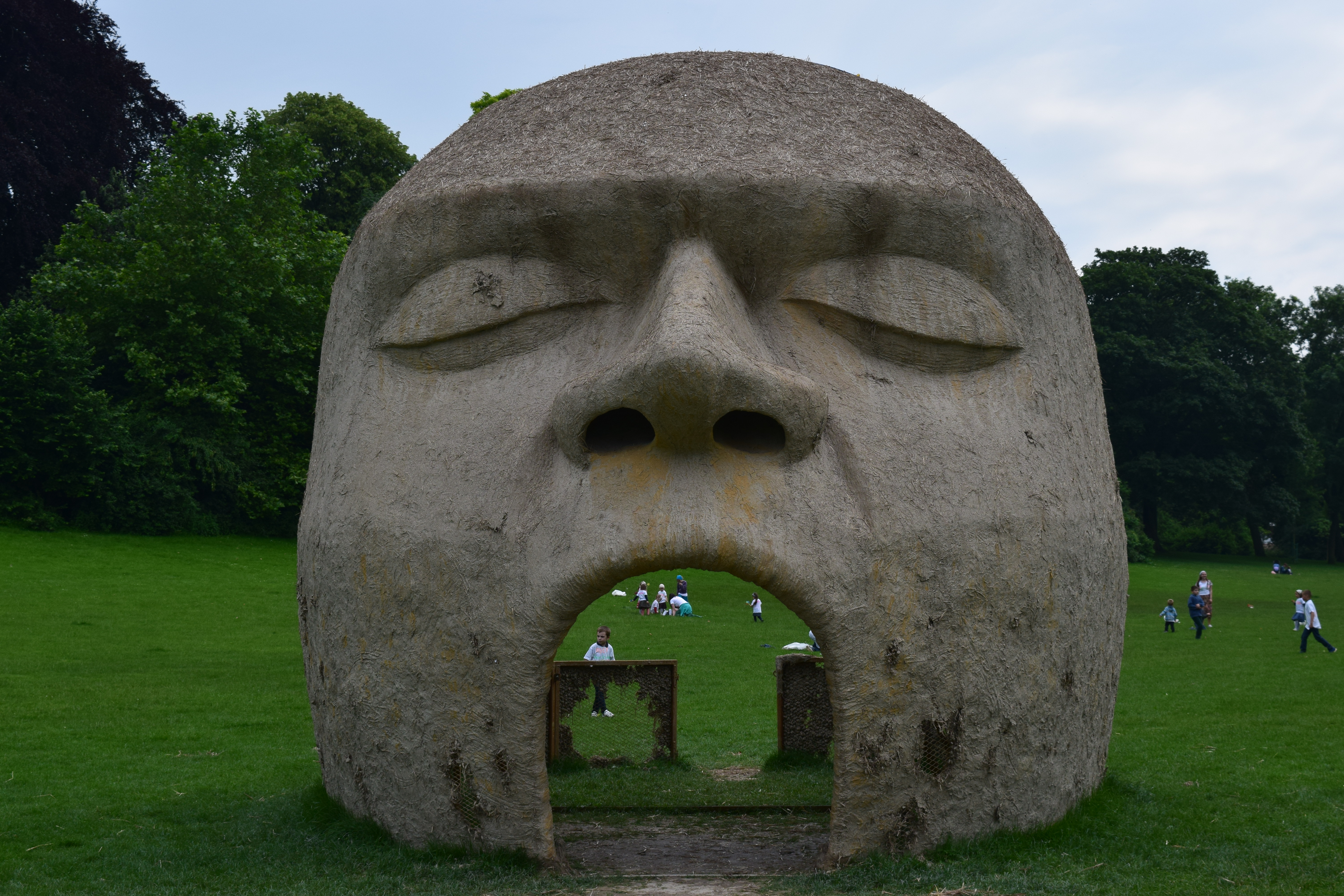
Het wezen- Park van Vorst

Een historisch moment was op 10 augustus 1890 de 'Eed van het Park van Sint-Gillis'. Een socialistische massabetoging voor stemrecht sloot af met een meeting, waarop onder meer Jean Volders sprak. Duizenden zwoeren niet te rusten vóór er algemeen stemrecht zou zijn.
In 2016 werd het werk 'Het wezen' van Fred Martin ingehuldigd in het park, naar aanleiding van Parcours d'artistes. Het werk werd in de steigers gezet door de inwoners van Vorst en buurgemeente Sint-Gillis. Ten zuiden van het Park van Vorst ligt het Dudenpark. Beide zijn gescheiden door een rotonde.
Volgens plannen gepresenteerd in 2016 zou er een tramtunnel worden gegraven onder het Park van Vorst. Trams komende van Wiels zouden na het Rochefortplein onder het park rijden tot premetrostation Albert. Enkele jaren later werd dit plan weer afgevoerd.